# Pierre Angoulvent
Pour les articles homonymes, voir Angoulvent.
Pierre Angoulvent, né le 1er février 1928 à Paris 16e, où il est mort le 26 août 2008,,,, est un éditeur français, président du directoire des Presses universitaires de France (PUF) de 1968 à 1994, puis président du conseil de surveillance de 1995 à 1999.

## Biographie
Diplômé de l'Essec et de l'Université de Washington, fils de Paul Angoulvent (le fondateur des PUF en 1934 et de la collection encyclopédique « Que sais-je ? » en 1941), Pierre Angoulvent intègre la maison d'édition paternelle en 1952.
Attaché à faciliter l'accès à la culture au plus grand nombre, il développe et enrichit le catalogue de la collection « Que sais-je ? » en l'ouvrant à de nombreux nouveaux domaines et disciplines des sciences humaines. La politique culturelle qu'il met en place conduit également à la publication de plusieurs grands dictionnaires et c'est aussi sous sa présidence qu'aboutit, en 1988, l'un des grands projets éditoriaux des PUF : la publication des Œuvres complètes de Freud, projet entrepris sous la présidence de son père.
Pierre Angoulvent s'attache à développer et garantir la parfaite indépendance des PUF en tant que groupe d'édition, d'impression (Imprimerie des PUF à Vendôme), de distribution (Centre de diffusion et de distribution des PUF à Évry) et de librairie (Librairie générale des PUF, place de la Sorbonne à Paris), assurant ainsi aux auteurs une indépendance intellectuelle et scientifique qui est à la source de la renommée académique et universitaire des PUF.
Pierre Angoulvent démissionne du conseil de surveillance des PUF le 10 mai 1999 en raison de son désaccord avec le plan de restructuration envisagé pour la maison d'édition.
Sa fille Anne-Laure Angoulvent-Michel a également participé aux PUF : directrice littéraire et audiovisuelle, elle fut nommée membre du directoire en juillet 1995, avant d'en démissionner pour les mêmes raisons que son père en mars 1999 et de reprendre ses activités de directrice littéraire, puis d'être licenciée le 15 juillet suivant,.

## Décorations
- Officier de la Légion d'honneur (1993)
- Grand officier de l'ordre national du Mérite nommé par décret du 10 novembre 1997 (commandeur du 10 juin 1987)[9]